# العلاقات المالديفية الروسية
العلاقات المالديفية الروسية هي العلاقات الثنائية التي تجمع بين المالديف وروسيا.

## مقارنة بين البلدين
هذه مقارنة عامة ومرجعية للدولتين:
| وجه المقارنة                                              | [[تصنيف:صفحات تستخدم رمز علم غير موجود\|]] المالديف | روسيا                                   |
| --------------------------------------------------------- | --------------------------------------------------- | --------------------------------------- |
| المساحة (كم2)                                             | 298                                                 | 17.08 مليون                             |
| عدد السكان (نسمة)                                         | 436.33 ألف                                          | 146.80 مليون                            |
| الكثافة السكانية (ن./كم²)                                 | 146.42 ألف                                          | 8.59                                    |
| العاصمة                                                   | ماليه                                               | موسكو                                   |
| اللغة الرسمية                                             | اللغة الديفهي                                       | اللغة الروسية                           |
| العملة                                                    | روفيه مالديفية                                      | روبل روسي                               |
| الناتج المحلي الإجمالي (بليون دولار)                      | 4.60 مليار                                          | 1.58 تريليون                            |
| الناتج المحلي الإجمالي (تعادل القوة الشرائية) بليون دولار | 5.23 مليار                                          | 3.69 تريليون                            |
| الناتج المحلي الإجمالي الاسمي للفرد دولار أمريكي          | 8.39 ألف                                            | 9.09 ألف                                |
| الناتج المحلي الإجمالي للفرد دولار أمريكي                 | 12.53 ألف                                           |                                         |
| مؤشر التنمية البشرية                                      | 0.706                                               | 0.798                                   |
| رمز المكالمات الدولي                                      | +960                                                | +7                                      |
| رمز الإنترنت                                              | .mv                                                 | .ru، .рф، .рус ‏، .su                    |
| المنطقة الزمنية                                           | ت ع م+05:00                                         | Magadan Time ‏، ت ع م+02:00، ت ع م+12:00 |

## منظمات دولية مشتركة
يشترك البلدان في عضوية مجموعة من المنظمات الدولية، منها:
| علم المنظمة | اسم المنظمة                        | تاريخ انضمام المالديف | تاريخ انضمام روسيا |
| ----------- | ---------------------------------- | --------------------- | ------------------ |
|             | مؤسسة التنمية الدولية              | 13 يناير 1978         | 16 يونيو 1992      |
|             | منظمة التجارة العالمية             | ?                     | 22 أغسطس 2012      |
|             | مؤسسة التمويل الدولية              | 2 فبراير 1983         | 12 أبريل 1993      |
|             | منظمة حظر الأسلحة الكيميائية       | ?                     | ?                  |
|             | الأمم المتحدة                      | 21 سبتمبر 1965        | 24 أكتوبر 1945     |
|             | الاتحاد الدولي للاتصالات           | 28 فبراير 1967        | 1866               |
|             | منظمة الشرطة الجنائية الدولية      | ?                     | 27 سبتمبر 1990     |
|             | البنك الدولي للإنشاء والتعمير      | 13 يناير 1978         | 16 يونيو 1992      |
|             | الاتحاد البريدي العالمي            | ?                     | ?                  |
|             | وكالة ضمان الاستثمار متعدد الأطراف | 19 مايو 2005          | 29 ديسمبر 1992     |
|             | يونسكو                             | 18 يوليو 1980         | 21 أبريل 1954      |

## وصلات خارجية
- موقع وزارة الخارجية المالديفية
- موقع وزارة الخارجية الروسية